# Baronía del Castillo de Burjasenia
La baronía del Castillo de Burjasenia es un título nobiliario español creado por el rey Alfonso XIII en favor de Eulogio Despujol y Reynoso, nieto del I conde de Caspe y hermano de la I baronesa de las Torres, mediante real decreto del 17 de marzo de 1919 y real despacho del 2 de julio del mismo año, para hacer memoria de un antiguo señorío de su casa.

## Barones del Castillo de Burjasenia
|                           | Titular                                    | Periodo                   |
| Creación por Alfonso XIII | Creación por Alfonso XIII                  | Creación por Alfonso XIII |
| ------------------------- | ------------------------------------------ | ------------------------- |
| I                         | Eulogio Despujol y Reynoso                 | 1919-2000                 |
| II                        | Luis Álvarez de Estrada y Despujol         | 2000-2015                 |
| III                       | Jaime Álvarez de Estrada y Sainz de Vicuña | 2016-hoy                  |

## Historia de los barones del Castillo de Burjasenia
- Eulogio Despujol y Reynoso, I barón del Castillo de Burjasenia.

El 8 de septiembre del 2000, previa orden del 17 de julio para que se expida la correspondiente carta de sucesión (BOE del 12 de agosto), le sucedió su sobrino, hijo de su hermana Joaquina Despujol y Reynoso, I baronesa de las Torres, y de su esposo Luis Álvarez de Estrada y Luque:
- Luis Álvarez de Estrada y Despujol (m. Madrid, 25 de febrero de 2015[5]), II barón del Castillo de Burjasenia, II barón de las Torres.[6]

Casó con María del Pilar Sáinz de Vicuña y Soriano. El 26 de enero de 2016, previa orden del 18 de diciembre de 2015 para que se expida la correspondiente carta de sucesión (BOE del 6 de enero), le sucedió su hijo:
- Jaime Álvarez de Estrada y Sainz de Vicuña, III barón del Castillo de Burjasenia.[4]